# Jura-Klasse
Die Jura-Klasse ist eine aus zwei Einheiten bestehende Klasse von Fischereischutzschiffen des Vereinigten Königreichs.

## Geschichte
Die Jura als Typschiff der Klasse wurde unter der Baunummer 720 auf der Werft Ferguson Shipbuilders in Port Glasgow gebaut und im März 2006 in Dienst gestellt. Die Hirta wurde unter der Baunummer 1577 auf der Werft Gdańska Stocznia „Remontowa“ in Danzig gebaut und 2008 in Dienst gestellt.
Die Schiffe gehören der schottischen Regierung und werden von Marine Scotland betrieben. Sie werden insbesondere in den Küstengewässern und der ausschließlichen Wirtschaftszone des Vereinigten Königreichs in der Nordsee und im Nordatlantik rund um Schottland eingesetzt und überwachen die Einhaltung der Fischereivorschriften. Die Schiffe werden von 17 Seeleuten gefahren.

## Beschreibung
Die Schiffe werden dieselelektrisch angetrieben. Für die Stromerzeugung stehen drei von Wärtsilä-Dieselmotoren des Typs 9L20 angetriebene Generatoren zur Verfügung. Bei der Jura wurden Dieselmotoren mit jeweils 1548 kW Leistung, bei der Hirta Dieselmotoren mit jeweils 1620 kW Leistung verbaut. Weiterhin stehen ein von einem Volvo-Penta-Dieselmotor des Typs TAMD165A mit 296 kW Leistung angetriebener Generator sowie ein von einem Cummins-Dieselmotor des Typs 6CT8.3D(M) mit 99 kW Leistung angetriebener Notgenerator zur Verfügung. Als Antriebsmotoren dienen zwei Elektromotoren, die zwei Verstellpropeller antreiben. Die Schiffe sind mit einem Bug- und einem Heckstrahlruder ausgestattet.
Die Schiffe sind mit zwei 25 Knoten schnellen Festrumpfschlauchbooten für das Übersetzen von Personal auf zu kontrollierende Fischereifahrzeuge ausgerüstet.

## Schiffe
| Jura-Klasse | Jura-Klasse                       | Jura-Klasse | Jura-Klasse                                   |
| Bauname     | Bauwerft Baunummer                | IMO-Nummer  | Kiellegung Stapellauf Fertigstellung          |
| ----------- | --------------------------------- | ----------- | --------------------------------------------- |
| Jura        | Ferguson Shipbuilders 720         | 9319624     | 25. Juni 2004 28. April 2005 3. Februar 2006  |
| Hirta       | Gdańska Stocznia „Remontowa“ 1577 | 9386794     | 10. November 2006 17. August 2007 2. Mai 2008 |

Die in Leith registrierten Schiffe sind nach schottischen Inseln benannt: Jura nach der Insel der Inneren Hebriden, Hirta nach der Insel der im Nordatlantik liegenden St.-Kilda-Inselgruppe.